# Adrián Portela
Adrián Portela (nascido em 8 de março de 1986) é um handebolista argentino. Integrou a seleção argentina que ficou em décimo lugar nos Jogos Olímpicos de Verão de 2016 no Rio de Janeiro. Atua como ponta direita e joga pelo clube River Plate. Foi medalha de prata nos Jogos Pan-Americanos de 2015, além de bronze no Campeonato Pan-Americano de Handebol Masculino de 2016.

## Conquistas e prêmios individuais
- Melhor ponta-direita do Campeonato Pan-Americano de Clubes de Handebol Masculino de 2016